# Rinyaújnép
Rinyaújnép (kroatisch Vunep) ist eine ungarische Gemeinde im Kreis Barcs im Komitat Somogy.

## Geografische Lage
Rinyaújnép liegt sechzehn Kilometer nordwestlich der Kreisstadt Barcs, ungefähr fünf Kilometer nördlich der Gemeinde Babócsa am linken Ufer des Flusses Rinya. Nachbargemeinden sind Bakháza und Háromfa.

## Geschichte
Im Jahr 1913 gab es in der damaligen Kleingemeinde 91 Häuser und 529 Einwohner auf einer Fläche von 2422 Katastraljochen. Sie gehörte zu dieser Zeit zum Bezirk Barcs im Komitat Somogy.

## Sehenswürdigkeiten
Die reformierte Kirche Szentlélek eljövetele wurde ursprünglich 1784 erbaut. Im Zweiten Weltkrieg wurden der Turm und Teile der Kirche schwer beschädigt. Sie wurde in den Jahren 1995 bis 1997 restauriert und dient seitdem als ökumenische Kirche.

## Verkehr
Rinyaújnép ist nur über die Nebenstraße Nr. 68116 zu erreichen. Es bestehen Busverbindungen über Háromfa nach Nagyatád sowie nach Babócsa, wo sich der nächstgelegene Bahnhof befindet.